# Ministarstvo unutarnjih poslova Republike Hrvatske
Ministarstvo unutarnjih poslova (skraćeno MUP), tijelo je državne uprave u Republici Hrvatskoj kojemu je osnovna zadaća zaštita ustavnoga poretka Republike Hrvatske, života njezinih građana te njihove imovine. Radom ministarstva upravlja ministar unutarnjih poslova. Trenutnu dužnost ministra obnaša Davor Božinović.

## Djelokrug
Ministarstvo unutarnjih poslova obavlja poslove koji se odnose na:
- poslove policije i kriminalističke policije i to zaštitu života i osobnu sigurnost ljudi i imovine, sprječavanje i otkrivanje kaznenih djela;
- pronalaženje i hvatanje počinitelja kaznenih djela i njihovo privođenje nadležnim tijelima;
- održavanje javnog reda i mira te zaštitu određenih osoba, građevina i prostora;
- obavljanje kriminalističko-tehničkih poslova i vještačenja;
- poslove sigurnosti prometa na cestama;
- nadzor državne granice;
- kretanje i boravak stranaca te njihova prihvata;
- putne isprave za prelazak preko državne granice;
- održavanje javnih okupljanja;
- državljanstvo;
- izdavanje osobnih iskaznica, prijavljivanja prebivališta i boravišta građana;
- izdavanje vozačkih dozvola i registracije motornih vozila;
- nabavu, držanje i nošenje oružja i streljiva;
- eksplozivne tvari;
- zaštitu ustavom utvrđenog poretka;
- poslove specijalne policije te nadzora nad radom zaštitarskih tvrtki.

## Dosadašnji ministri unutarnjih poslova
Popis dosadašnjih ministara unutarnjih poslova Republike Hrvatske:
| Ministar                                    | Početak obnašanja dužnosti | Završetak obnašanja dužnosti | Staž                           |
| ------------------------------------------- | -------------------------- | ---------------------------- | ------------------------------ |
| Josip Boljkovac (HDZ)                       | 30. svibnja 1990.          | 2. srpnja 1991.              | 1 godina, 1 mjesec i 2 dana    |
| Onesin Cvitan (HDZ)                         | 2. srpnja 1991.            | 17. srpnja 1991.             | 15 dana                        |
| Ivan Vekić (HDZ)                            | 31. srpnja 1991.           | 15. travnja 1992.            | 8 mjeseci i 29 dana            |
| Ivan Jarnjak (HDZ)                          | 15. travnja 1992.          | 16. prosinca 1996.           | 4 godine, 8 mjeseci i 1 dan    |
| Ivan Penić (HDZ)                            | 16. prosinca 1996.         | 27. siječnja 2000.           | 3 godine, 1 mjesec i 11 dana   |
| Šime Lučin (SDP)                            | 27. siječnja 2000.         | 23. prosinca 2003.           | 3 godine, 10 mjeseci i 26 dana |
| Marijan Mlinarić (HDZ)                      | 23. prosinca 2003.         | 17. veljače 2005.            | 1 godina, 1 mjesec i 25 dana   |
| Ivica Kirin (HDZ)                           | 17. veljače 2005.          | 2. siječnja 2008.            | 2 godine, 10 mjeseci i 16 dana |
| Berislav Rončević (HDZ)                     | 12. siječnja 2008.         | 10. listopada 2008.          | 8 mjeseci i 30 dana            |
| Tomislav Karamarko (Nezavisni, kasnije HDZ) | 10. listopada 2008.        | 23. prosinca 2011.           | 3 godine, 2 mjeseca i 13 dana  |
| Ranko Ostojić (SDP)                         | 23. prosinca 2011.         | 22. siječnja 2016.           | 4 godine i 1 mjesec            |
| Vlaho Orepić (MOST)                         | 22. siječnja 2016.         | 27. travnja 2017.            | 1 godina, 3 mjeseca i 6 dana   |
| Davor Božinović (HDZ)                       | 9. lipnja 2017.            |                              |                                |

## Poveznice
- Hrvatska policija
- Vlada Republike Hrvatske
- Sigurnosno-obavještajni sustav u Hrvatskoj

## Vanjske poveznice
- Službene stranice MUP-a